# Clément Chantôme
Clément Chantôme (Sens, 11 settembre 1987) è un ex calciatore francese, di ruolo centrocampista.

## Caratteristiche tecniche
Centrocampista dinamico, può giocare anche come mediano è dotato di buona tecnica individuale, possiede un buon tiro dalla distanza.

## Carriera

### Club
Cresciuto nel Savigny-le-Temple ed in seguito nel Le Mée, viene ingaggiato dal Paris Saint-Germain nel 2004. Nelle giovanili dei parigini totalizza 28 presenze e 5 gol in due anni, fino ad entrare in prima squadra nel 2006. Il 21 aprile 2011 rinnova il suo contratto con il PSG per altri quattro anni. Il 30 gennaio 2015 viene acquistato dal Bordeaux. Il 23 giugno 2016, in scadenza di contratto, passa al Rennes, con cui firma un contratto triennale.

### Nazionale
Dal 2007 al 2008 ha giocato con la nazionale Under-21 francese.
Il 12 ottobre 2012 debutta ufficialmente con la nazionale francese in amichevole giocata a Saint-Denis, contro il Giappone.

## Statistiche

### Presenze e reti nei club
Statistiche aggiornate al 11 maggio 2016.
| Stagione                   | Squadra                    | Campionato                 | Campionato | Campionato | Coppe nazionali | Coppe nazionali | Coppe nazionali | Coppe continentali | Coppe continentali | Coppe continentali | Altre coppe | Altre coppe | Altre coppe | Totale | Totale |
| Stagione                   | Squadra                    | Comp                       | Pres       | Reti       | Comp            | Pres            | Reti            | Comp               | Pres               | Reti               | Comp        | Pres        | Reti        | Pres   | Reti   |
| -------------------------- | -------------------------- | -------------------------- | ---------- | ---------- | --------------- | --------------- | --------------- | ------------------ | ------------------ | ------------------ | ----------- | ----------- | ----------- | ------ | ------ |
| 2006-2007                  | Paris Saint-Germain        | L1                         | 20         | 0          | CF+CdL          | 0+2             | 0               | CU                 | 7                  | 0                  | SF          | 1           | 0           | 30     | 0      |
| 2007-2008                  | Paris Saint-Germain        | L1                         | 28         | 0          | CF+CdL          | 0+3             | 0               |                    | -                  | -                  |             | -           | -           | 31     | 0      |
| 2008-2009                  | Paris Saint-Germain        | L1                         | 21         | 0          | CF+CdL          | 2+3             | 0               | CU                 | 9                  | 1                  |             | -           | -           | 35     | 1      |
| 2009-2010                  | Paris Saint-Germain        | L1                         | 24         | 2          | CF+CdL          | 4+2             | 1+0             |                    | -                  | -                  |             | -           | -           | 30     | 3      |
| 2010-2011                  | Paris Saint-Germain        | L1                         | 26         | 2          | CF+CdL          | 4+3             | 0               | UEL                | 11                 | 1                  | SF          | 0           | 0           | 44     | 3      |
| 2011-2012                  | Paris Saint-Germain        | L1                         | 15         | 0          | CF+CdL          | 2+0             | 0               | UEL                | 4                  | 0                  |             | -           | -           | 21     | 0      |
| 2012-2013                  | Paris Saint-Germain        | L1                         | 28         | 1          | CF+CdL          | 3+1             | 0               | UCL                | 6                  | 0                  |             | -           | -           | 38     | 1      |
| 2013-2014                  | Tolosa                     | L1                         | 27         | 2          | CF+CdL          | 0+1             | 0               |                    | -                  | -                  |             | -           | -           | 28     | 2      |
| gen.2015                   | Paris Saint-Germain        | L1                         | 6          | 0          | CF+CdL          | 1+1             | 0               | UCL                | 3                  | 0                  | SF          | 1           | 0           | 10     | 0      |
| Totale Paris Saint-Germain | Totale Paris Saint-Germain | Totale Paris Saint-Germain | 168        | 5          |                 | 31              | 2               |                    | 40                 | 2                  |             | 2           | 0           | 241    | 9      |
| gen. - giu.2015            | Bordeaux                   | L1                         | 13         | 0          | CF+CdL          | 0+0             | 0               |                    | -                  | -                  |             | -           | -           | 13     | 0      |
| 2015-2016                  | Bordeaux                   | L1                         | 26         | 1          | CF+CdL          | 1+1             | 0+1             | UEL                | 5                  | 0                  |             | -           | -           | 35     | 2      |
| Totale Bordeaux            | Totale Bordeaux            | Totale Bordeaux            | 39         | 1          |                 | 2               | 1               |                    | 7                  | 0                  |             |             |             | 48     | 2      |
| Totale carriera            | Totale carriera            | Totale carriera            | 234        | 8          |                 | 34              | 2               |                    | 47                 | 2                  |             | 2           | 0           | 317    | 12     |

### Cronologia presenze e reti in nazionale
| Cronologia completa delle presenze e delle reti in nazionale ― Francia | Cronologia completa delle presenze e delle reti in nazionale ― Francia | Cronologia completa delle presenze e delle reti in nazionale ― Francia | Cronologia completa delle presenze e delle reti in nazionale ― Francia | Cronologia completa delle presenze e delle reti in nazionale ― Francia | Cronologia completa delle presenze e delle reti in nazionale ― Francia | Cronologia completa delle presenze e delle reti in nazionale ― Francia | Cronologia completa delle presenze e delle reti in nazionale ― Francia |
| Data                                                                   | Città                                                                  | In casa                                                                | Risultato                                                              | Ospiti                                                                 | Competizione                                                           | Reti                                                                   | Note                                                                   |
| ---------------------------------------------------------------------- | ---------------------------------------------------------------------- | ---------------------------------------------------------------------- | ---------------------------------------------------------------------- | ---------------------------------------------------------------------- | ---------------------------------------------------------------------- | ---------------------------------------------------------------------- | ---------------------------------------------------------------------- |
| 12-10-2012                                                             | Saint-Denis                                                            | Francia                                                                | 0 – 1                                                                  | Giappone                                                               | Amichevole                                                             | -                                                                      | 46’ - 75’                                                              |
| Totale                                                                 |                                                                        | Presenze                                                               | 1                                                                      |                                                                        | Reti                                                                   | 0                                                                      |                                                                        |

## Palmarès

### Club
- Coppa di Lega francese: 1

Paris Saint-Germain: 2007-2008
- Coppa di Francia: 1

Paris Saint-Germain: 2009-2010
- Campionato francese: 1

Paris Saint-Germain: 2012-2013
- Supercoppa francese: 1

Paris Saint-Germain: 2014

### Individuali
- Trophée UNFP-RTL-L'Equipe come miglior giocatore francese del mese di novembre 2010[senza fonte]